# Pio Duran
Pio Duran è una municipalità di quarta classe delle Filippine, situata nella Provincia di Albay, nella Regione del Bicol.
Pio Duran è formata da 33 baranggay:
- Agol
- Alabangpuro
- Banawan (Binawan)
- Barangay I (Pob.)
- Barangay II (Pob.)
- Barangay III (Pob.)
- Barangay IV (Pob.)
- Barangay V (Pob.)
- Basicao Coastal
- Basicao Interior
- Binodegahan
- Buenavista
- Buyo
- Caratagan
- Cuyaoyao
- Flores
- La Medalla

- Lawinon
- Macasitas
- Malapay
- Malidong
- Mamlad
- Marigondon
- Matanglad
- Nablangbulod
- Oringon
- Palapas
- Panganiran
- Rawis
- Salvacion
- Santo Cristo
- Sukip
- Tibabo